# Gerson (paroisse de Barby)
Pour les articles homonymes, voir Gerson.
Gerson est un ancien village, aujourd'hui disparu, qui était voisin de Rethel et qui dépendait de la paroisse de Barby.

## Géographie
Le village a disparu et il n'en reste pas de trace, pas même de la chapelle. Toutefois la toponymie du ban de Barby en est encore marqué par trois noms de sections ou de lieux-dits : Gerson, à l'extrémité est de l'agglomération, La Prée de Gerson, au bord de la rivière Aisne, vers Acy-Romance et Le Haut de Gerson, mitoyen au ban de Rethel, vers Sorbon. 
Une croix indique le lieu hypothétique où se trouvait Gerson . Il y a environ 800 mètres de ce lieu à l'église de Barby. Les deux villages étaient mitoyens.

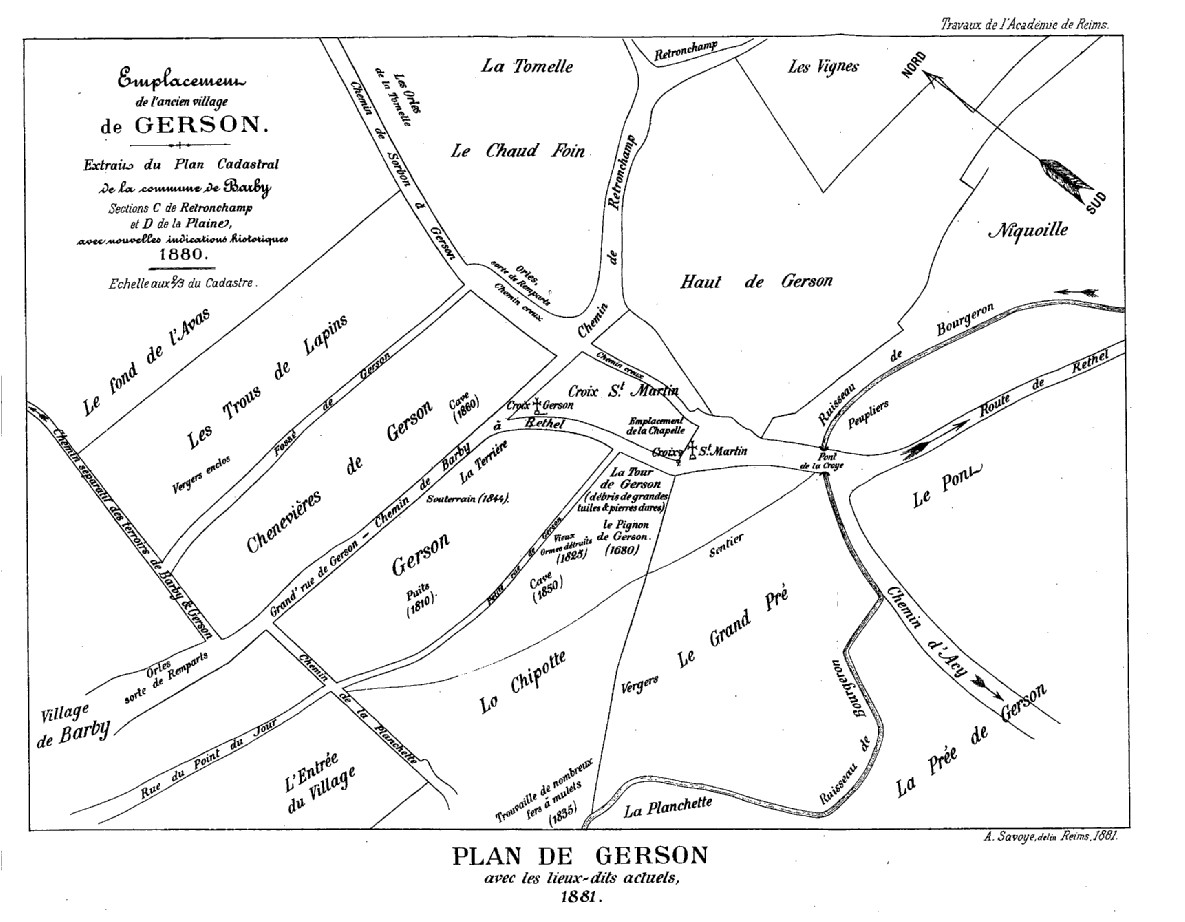

## Histoire

### Au IXesiècle
Le village de Gerson est l'un des plus anciens domaines de l'Abbaye de Saint-Remy de Reims. Les moines notaient scrupuleusement l'état de leurs domaines. Pour le IXe siècle, dans le Polyptyque de Saint-Remy (publié par M. Guérard en 1853) donne le dénombrement des manses et des familles de Gerson au temps du fils de Charlemagne (vers 845) : 
« Total : Outre le manse seigneurial, nous avons à Gerson 10 manses (fermes avec bâtiments) tenus par des colons, et moitié d'un autre manse. Il nous est dû pour ces manses dix brebis mères avec leurs agneaux, un agneau d'un an, 31 poulets et demi, 157 œufs et demi, 10 charrois et demi de bois jusqu'au monastère, 21 dans le village, 10 charrois et demi pour le fumier et les échalas, 5 charrois et demi pour la conduite des vins ou 10 sous et demi, IL bardeaux (ais pour les couvertures). »
Quant aux personnes, il ne s'en trouvait aucune dénommée comme esclave sur les 23 dont la liste est donnée : 14 sont désignées comme ingenui, hommes affranchis ou colons. Le colon a son nom personnel, son ménage, ses enfants ; ces derniers sont au nombre de 25 pour les cinq familles dont la progéniture est indiquée. Outre des colons, le pouillé fait mention de 2 forains, hommes du pays fixés ailleurs, et de 8 extranei, c'est-à-dire de 8 étrangers, nés hors de Gerson où ils étaient venus s'établir sur les terres de Saint-Remy. Enfin le registre mentionne un seul homme libre, Flotgrimmus, le maire, l'officier institué dans le domaine pour la surveillance et la police.

### Aux XVIeet XVIIesiècles
Le village de Gerson existait encore en 1556, lors de la réformation, à Reims, des coutumes de Vermandois, car il y envoya des députés. Ce village, dont la seigneurie appartenait aux moines de l'église Saint-Nicolas de Rethel, a été détruit lors de la prise de Rethel par les Espagnols. Barby, qui était alors une dépendance de Gerson, avait aussi été saccagé il n'y restait plus qu'une seule maison . 
Le Pouillé général des Bénéfices de l'Archevêché de Reims, imprimé à Paris, chez Alliot, 1648, in-4° indique (page 54, 1re colonne), la Cure de Saint Martin de Gerson, immédiatement au-dessous de l'église de Rethel.
La Statistique  des élections de Reims, Rethel et Sainte-Ménehould dressée en 1657 par le sieur Terruel en vue du projet de cadastre général de la généralité de Chalons, ensuite du projet du maréchal de Fabert indique « Gerzon, hameau inhabité et désert. — Taille: 40 livres — en 1657: 4 livres »
Dans un Recueil des Élections de Champagne, imprimé à Châlons en 1688, l'élection de Reims contient le Doyenné, dit de Justine, lequel comprend sept localités dont une est celle de Gerson. Ainsi, en 1688, Gerson existait encore comme faisant partie d'un doyenné qui confinait à l'élection de Rethel ou était encore simplement soumis à l'impôt.
On trouve mention d'une chapelle dédiée à Saint Martin.
Toute cette région du nord de la Champagne fut ravagée par la Fronde, et Gerson n'est que l'un des villages disparus entre Reims, Rethel et Vouziers .
Le relevé alphabétique des villes bourgs et villages hameaux et autres lieux ayant rôle d'impositions séparé dépendants pour la plus forte partie du bailliage royal de Reims pour la convocation aux États généraux de 1789 du tiers-état indique que la convocation est défaillante : la communauté villageoise ne compte aucun feu . Ce qui n'empêche pas, pour le clergé, d'y trouver un bénéficiaire : M. C.-F. Loizon, curé de Gerson, paroisse de Barby, représenté par M. Guinet, curé de Justine et même un M. Mercier, chapelain de la chapelle de Saint-Martin de Gerson. Ce qui ne présume pas que la chapelle existât encore à cette époque.
Le 14 février 1791, les pouvoirs publics vendent, par Les Affiches de Reims, à Gerson, un « corps de ferme sis au terroir de Barbi, consistant en terres, prés et chenevières, appartenant ci-devant à l'Archevêché de Reims, loué 450 livres et 60 septiers de froment, mis au prix de 17,094 livres. — Autre corps de ferme, apparten. ci-dev. à la chapelle de Gerson, consistant en terres et prés, loué 120 liv., mis au prix de 1,997 liv. 12 s. »

### Les causes du déclin
Jean-Marie Pesez et Emmanuel Le Roy Ladurie envisagent « des déplacements de village à village, déplacements à sens unique qui finissent par vider une localité au profit de sa voisine, ce qui s'est passé pour Gerson abandonné au profit de Barby. […], Gerson suivait la coutume de Reims, alors que tous les villages voisins et notamment […] Barby, ne connaissaient que la commune de Vitry. […]. Or il n'était pas indifférent d'appartenir à l'une ou l'autre circonscription. La coutume de Reims passait pour plus sévère […], on exigeait notamment des droits de lods et ventes ignorés des villages du bailliage voisin. »
En plus des ravages exercés par l'aristocratie frondeuse, la disparition de Gerson serait donc due, aussi, aux exactions fiscales des seigneurs ecclésiastiques.

## Personnalité liée à Gerson
- Jean de Gerson, (1363-1429), prédicateur, philosophe, homme politique, enseignant et théologien français du Moyen Âge.